# Mordellistena lineatocollis
Mordellistena lineatocollis es una especie de coleóptero de la familia Mordellidae.

## Distribución geográfica
Habita en Guatemala.